# Ospedale Mauriziano Umberto I
L'Ospedale Mauriziano Umberto I è la struttura ospedaliera più antica di Torino, seconda per estensione dopo l'Ospedale Molinette.

## Storia
La fondazione del primo ospedale risale al 1575 per volontà del duca Emanuele Filiberto di Savoia, gran maestro dell'Ordine Cavalleresco dei Santi Maurizio e Lazzaro.
Nel 1881 il primo segretario dell'Ordine Cesare Correnti ideò un nuovo ospedale lontano dal centro di Torino e che rispettasse i criteri di salubrità e di igiene, e per la localizzazione venne scelto il viale di Stupinigi. Al progetto collaborarono il direttore sanitario dell'ospedale Giovanni Spantigati e l'ingegnere igienista ed esperto in progettazione sanitaria Ambrogio Perincioli; i lavori iniziarono l'11 novembre 1881 e l'ospedale a padiglioni separati, il primo in Italia di questa tipologia, venne inaugurato il 7 giugno 1885 e rinominato in onore al re Umberto I. L'edificio venne successivamente ampliato nel 1911 e 1912, e fu risistemato tra il 1926 e il 1930 dall'ingegnere Giovanni Chevalley.

## Struttura
L'ospedale si estende sull'intero isolato ed è composto dalla parte vecchia (affacciata su corso Turati), la parte moderna e il pronto soccorso. Al suo interno si trovano numerosi reparti di chirurgia, un centro prelievi, un reparto di ginecologia, oncologia, ostetricia e servizi psichiatrici.
La struttura è suddivisa in quattro corridoi denominati con i nomi delle strade adiacenti.